# Пустініш
Пустініш (рум. Pustiniș) — село у повіті Тіміш в Румунії. Входить до складу комуни Уйвар.
Село розташоване на відстані 432 км на захід від Бухареста, 32 км на південний захід від Тімішоари.

## Населення
За даними перепису населення 2002 року у селі проживали 688 осіб.
Національний склад населення села:
| Національність | Кількість осіб | Відсоток |
| -------------- | -------------- | -------- |
| румуни         | 483            | 70,2%    |
| угорці         | 147            | 21,4%    |
| цигани         | 43             | 6,3%     |
| серби          | 7              | 1,0%     |
| німці          | 6              | 0,9%     |

Рідною мовою назвали:
| Мова      | Кількість осіб | Відсоток |
| --------- | -------------- | -------- |
| румунська | 510            | 74,1%    |
| угорська  | 121            | 17,6%    |
| циганська | 43             | 6,3%     |
| сербська  | 7              | 1,0%     |
| німецька  | 5              | 0,7%     |